# 올라프 투프테
올라프 칼 투프테(노르웨이어: Olaf Karl Tufte, 1976년 4월 27일~)는 노르웨이의 조정 선수이다. 올림픽에 7회 참가했으며 2004년 하계 올림픽과 2008년 하계 올림픽 남자 조정 싱글 스컬 종목에서 금메달을 획득했으며 2000년 하계 올림픽에서 남자 조정 더블 스컬 은메달과 2016년 하계 올림픽 남자 조정 더블 스컬 동메달을 획득했다. 또한 세계 선수권 대회에서 금메달 2개, 은메달 1개, 동메달 3개를 획득했다.